# Syzygium malaccense
Водяне яблуко, чампуу (Syzygium malaccense) — фруктове дерево з родини миртові (Myrtaceae).

## Назва
Рослина має багато назв у різних мовах. Найпоширеніші — водяне яблуко (через свій смак), чампу (назва фрукту в Таїланді), джамбу мера (назва фрукту в Малайзії), джамбу бол (назва фрукту в Індонезії), трояндове яблуко, малайське яблуко.

## Будова

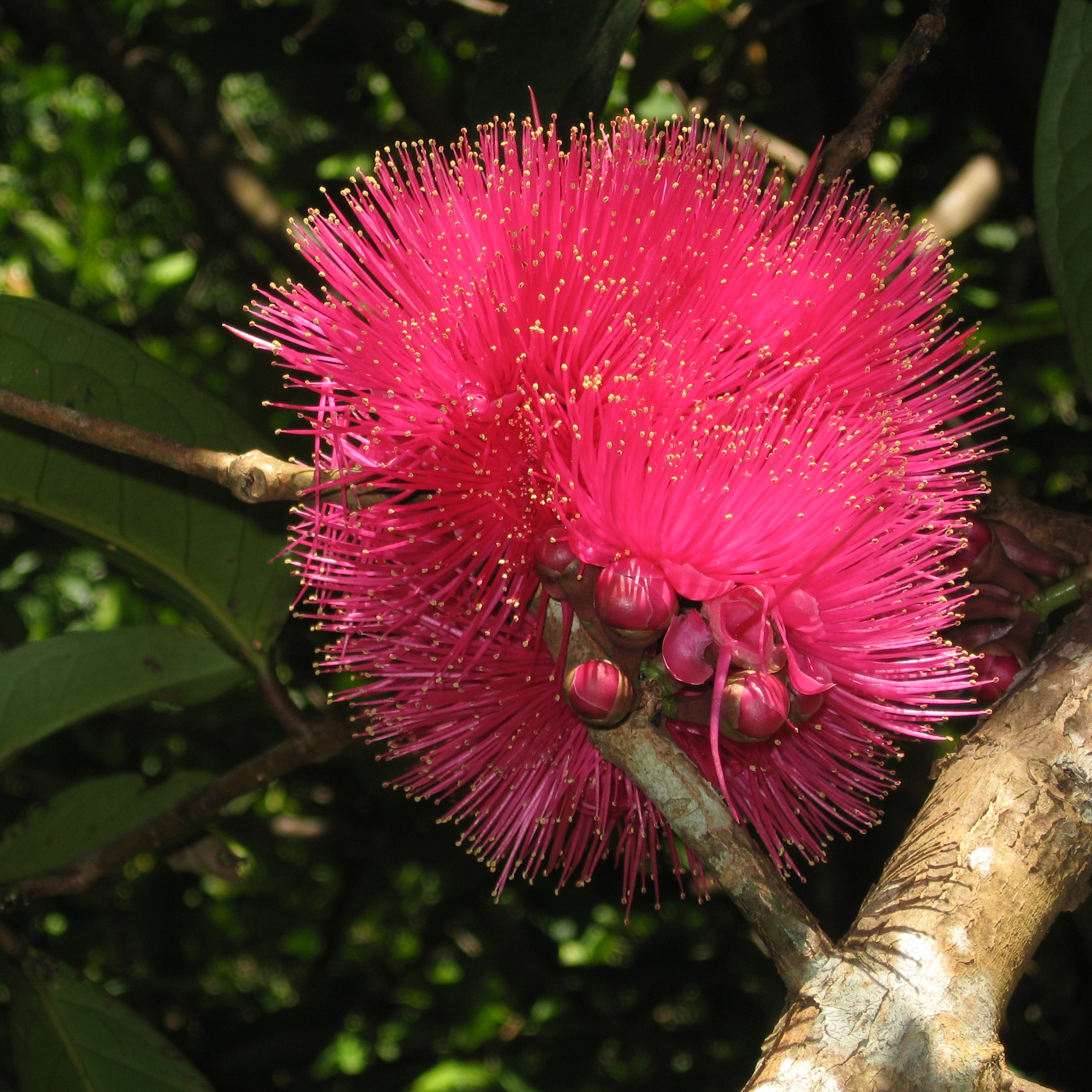
Квіти водяного яблука

Дерево висотою до 18 метрів. Квітне на початку літа. Пишні квіти фіолетового чи рожевого кольору. Плоди достигають через три місяці. Фрукт має довгасту форму і темно-червону або рожеву шкірку. Всередині міститься велика кісточка.

## Поширення та середовище існування
Рослина родом з Південно-східної Азії. Потребує високої вологості та тепла. Поширена в Малайзії, Індонезії, В'єтнамі, Таїланді, Новій Гвінеї та Австралії. Вирощують у Центральній Америці.

## Практичне використання
Вживається в їжу. На смак нагадує яблуко, за консистенцією водянисте, схоже на карамболу.